# Oncidium lanceanum
O Oncidium lanceanum é uma espécie de orquídeas do gênero Oncidium, da subfamília Epidendroideae, pertencente à familia das Orquidáceas. É nativa do Brasil e do Paraguai.

## Sinônimos
- Lophiaris fragrans Raf. (1838)
- Lophiaris lanceana (Lindl.) Braem (1993)
- Trichocentrum lanceanum (Lindl.) M.W. Chase & N.H. Williams (2001)